# 1909-es Grand Prix-szezon
Az 1909-es Grand Prix-szezon volt a Grand Prix-versenyzés negyedik szezonja. Az idény során mindössze 3 versenyt rendeztek.

## Versenyek
| Verseny            | Helyszín     | Időpont     | Győztes versenyző | Győztes konstruktőr | Összefoglaló |
| ------------------ | ------------ | ----------- | ----------------- | ------------------- | ------------ |
| Targa Florio       | Madonie      | Május 2.    | Francesco Ciuppa  | SPA                 | Összefoglaló |
| Dick Ferris Trophy | Santa Monica | Július 10.  | Harris Hanshue    | Apperson            | Összefoglaló |
| Vanderbilt-kupa    | Long Island  | Október 30. | Harry Grant       | ALCO                | Összefoglaló |